# Anton Sminck van Pitloo

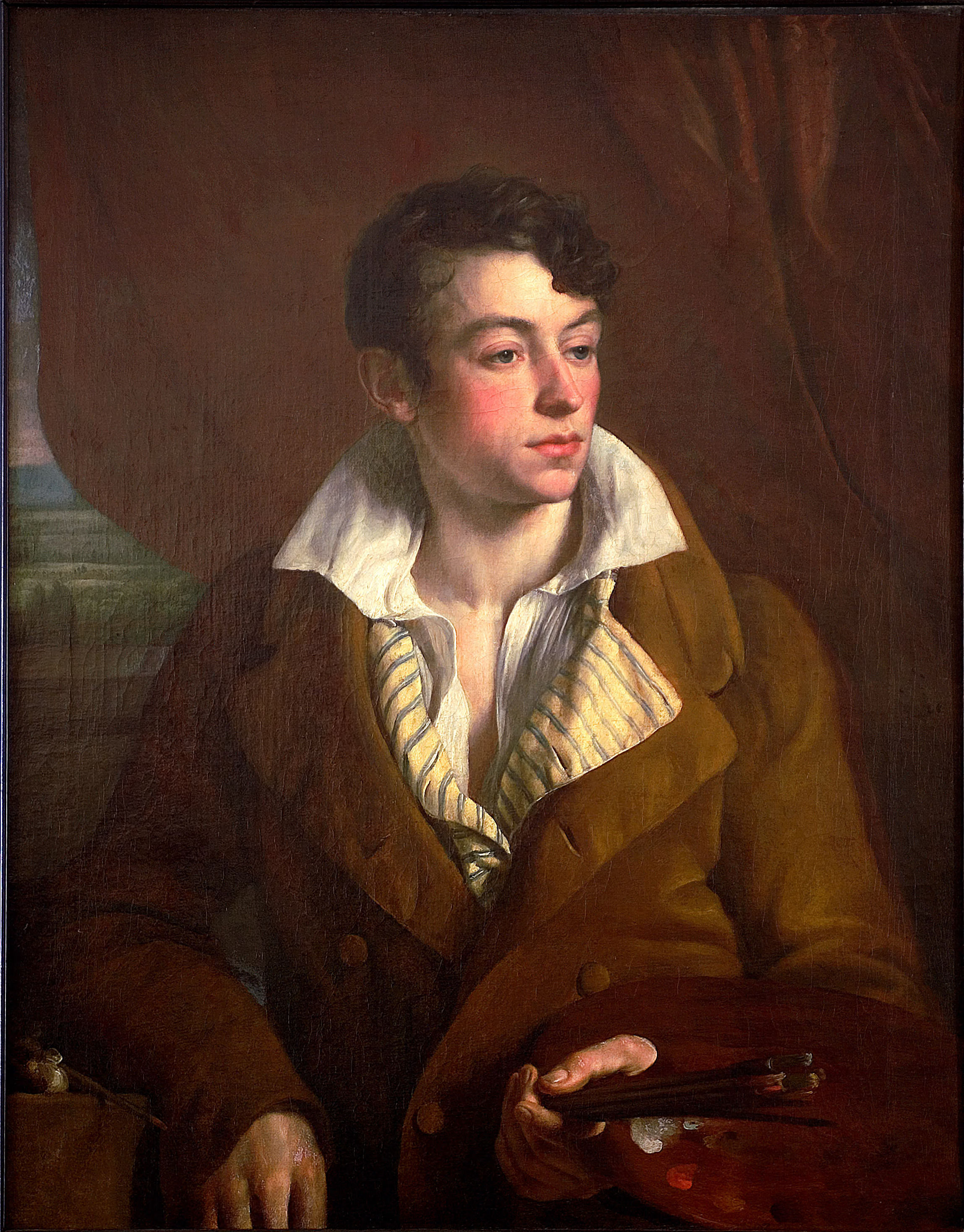
Antonie Sminck Pitloo, um 1814

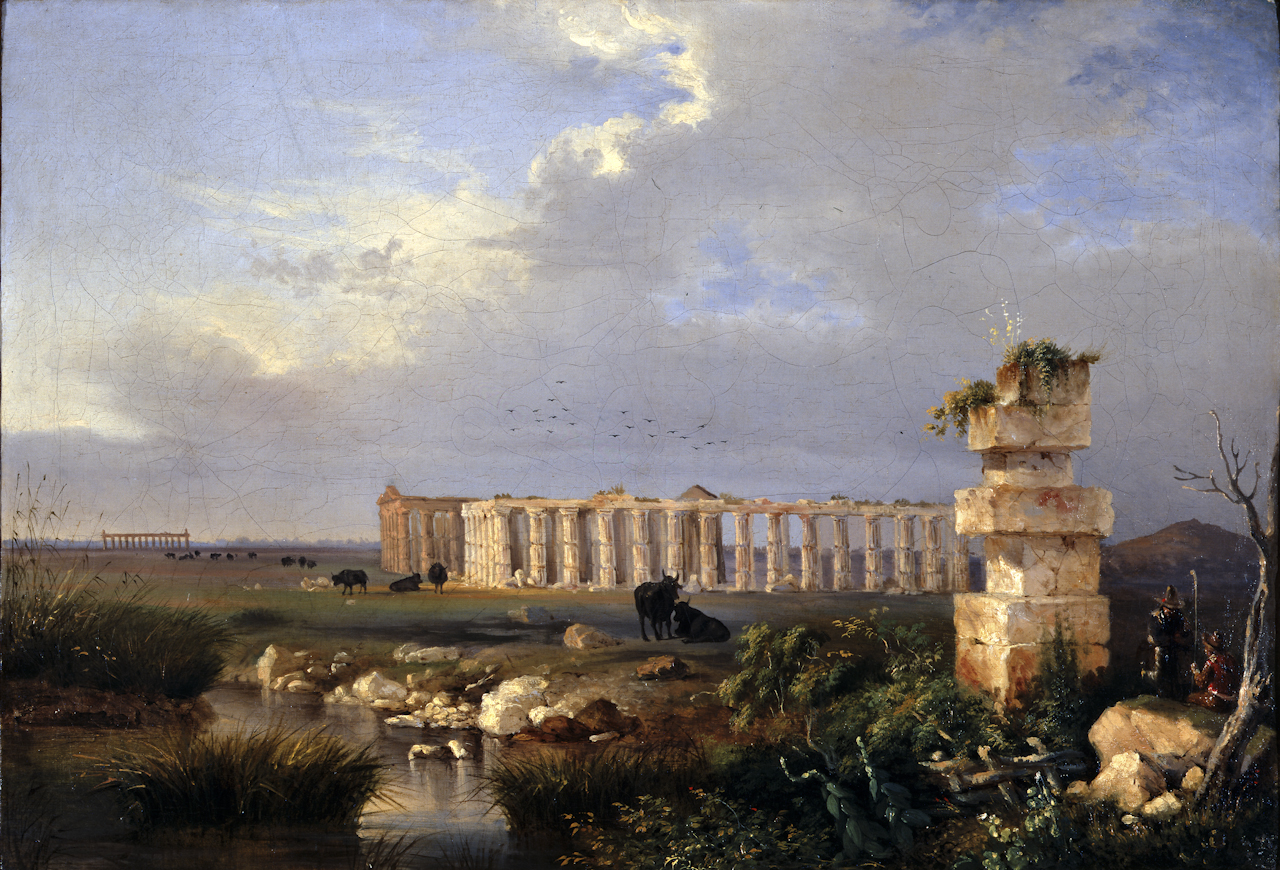
Templi di Paestum, Museo di Capodimonte, Neapel

Anton Sminck van Pitloo, auch Antonie Sminck Pitloo, (* 21. April oder 8. Mai 1790 in Arnhem; † 22. Juni 1837 in Neapel) war ein niederländischer Künstler, der hauptsächlich in Neapel wirkte. Er malte vor allem Ansichten römischer und neapolitanischer Landschaften mit reicher Staffage.

## Leben
Van Pitloo war Schüler von H. J. van Amerom. 1808 ging er als Stipendiat des Königs Louis Bonaparte nach Paris, wo er bei Jean Joseph Xavier Bidauld and Jean-Victor Bertin studierte. 1810 ging er nach dem Sturz Bonapartes nach Rom und schließlich 1815 auf Einladung von Grigori Wladimirowitsch Orlow nach Neapel. Um 1820 eröffnete Pitloo dort eine private Malschule in seinem Haus, das zum Anlaufpunkt junger Talente der Stadt wurde. 1824 wurde er Lehrer für Landschaftsmalerei am Institut für bildende Künste. Aus seinem Lehrstuhl und der privaten Schule ging die Schule von Posillipo hervor. Giacinto Gigante war einer seiner Schüler. Er betrieb chromatische und atmosphärische Forschungen, die sich in folgenden Werken widerspiegelten.
- Effetto del sole sulle case Museum in Solothurn
- Veduta di Cava con le torri Sammlung der Bank von Neapel
- Il castello di Baia Museo Correale Sorrent